# 화독
화독(華獨)은 대만 독립운동과 비슷하지만 다른 개념으로 푸젠성을 포함하는 중화민국 독립을 가리킨다.

## 같이 보기
- 현황
- 두 개의 중국
- 장치천